# Karl Wolff
Karl Friedrich Otto Wolff (Darmstadt, 13 maggio 1900 – Rosenheim, 17 luglio 1984) è stato un militare tedesco durante la prima guerra mondiale e successivamente un importante membro del Partito nazista e delle SS e criminale di guerra; raggiunse il grado di SS-Obergruppenführer e di generale delle Waffen-SS.

## Biografia

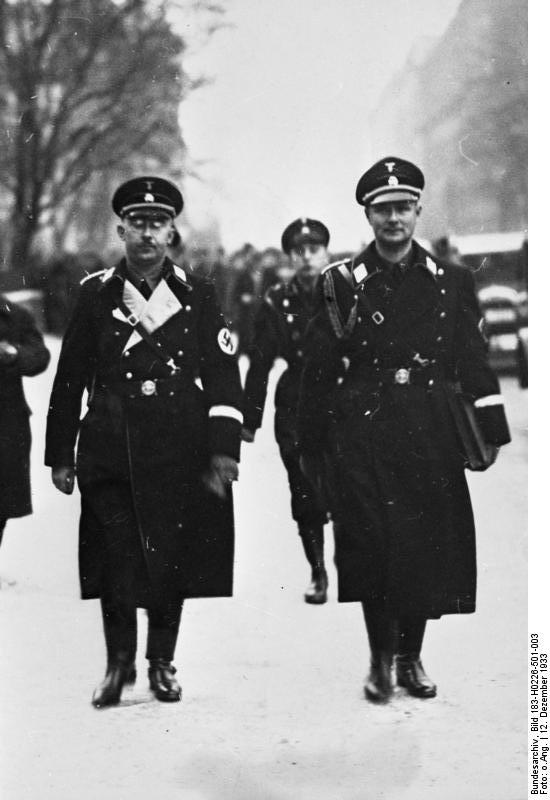
Wolff (a destra) insieme a Himmler (12 dicembre 1933)

Wolff era figlio del cavaliere Karl Friedrich Wolff (* Gießen, 19 dicembre 1871; † Darmstadt, 2 gennaio 1916).
Nel 1901 il padre divenne avvocato di stato a Darmstadt. Nel 1906 passò nella magistratura di Butzbach. Dopo fu promosso giudice a Darmstadt. Nel 1910 venne nominato consigliere del tribunale e infine divenne direttore del Tribunale a Darmstadt.
Karl Wolff crebbe in una famiglia eminente di Darmstadt. Per due anni visse a Schwerte. Già nella prima giovinezza desiderava diventare militare e ufficiale. Compì i suoi studi giovanili presso il Ludwig-Georgs Gymnasium a Darmstadt ed ebbe una formazione preliminare biennale come volontario della Nationale Jugendwehr (Esercito giovanile nazionale).
Si arruolò appena diciassettenne nell'esercito tedesco durante la prima guerra mondiale, raggiungendo il grado di capitano. Nel 1919 entrò a far parte dei Freikorps, i corpi franchi composti da reduci che combattevano le attività dei nuclei comunisti, e vi rimase fino al 1920. Nel 1922 si sposò con Frieda von Römheld.
Nel 1931 Wolff si iscrisse al Partito nazista (nº 695131) e nelle SS (nº 14325), trovandosi ben presto a capo dello stato maggiore generale di Himmler. Nel 1939 venne anche nominato ufficiale di collegamento tra Himmler e Hitler. Himmler riponeva grande fiducia in Wolff e gli era molto affezionato, tanto che usava rivolgersi a lui con il soprannome di "caro lupacchiotto", un gioco di parole con il suo cognome; tuttavia, i rapporti con Himmler subirono una crisi quando Wolff divorziò nel 1943 dalla prima moglie e decise di risposarsi.
Nel luglio del 1943 fu inviato da Himmler in Italia in qualità di governatore militare e di comandante supremo delle SS e della Polizia nel Nord Italia, con il compito di liberare Benito Mussolini, arrestato il 25 luglio 1943, e assumere il comando del territorio italiano, per cui l'8 settembre 1943 l'OKW tedesco diede corso all'operazione Achse, l'invasione dell'Italia centro-settentrionale e dei Balcani. Tra i suoi compiti principali rientrava la repressione della Resistenza italiana: i sospetti venivano internati nei campi di concentramento di Fossoli e di Bolzano per il successivo invio in Germania. Il 10 maggio 1944 ebbe un incontro segreto in Vaticano con papa Pio XII, organizzato dal colonnello Eugen Dollmann e dalla nobildonna Virginia Bourbon del Monte allo scopo di evitare spargimenti di sangue al momento del ritiro delle truppe tedesche incalzate dagli alleati, ormai sbarcati fin da gennaio ad Anzio.
Già a partire dall'ottobre 1944 iniziò i contatti con i comandi partigiani per il possibile ritiro delle truppe tedesche dall'Italia; a tal proposito tra marzo e aprile 1945 s'incontrò con Allen Dulles, capo del servizio segreto statunitense, e con i generali Terence Airey, inglese, e Lyman Lemnitzer, statunitense. Nell'aprile 1945 Wolff, all'insaputa di Hitler, negoziò la resa con gli Alleati di tutte le forze tedesche operanti in Italia (operazione Sunrise). Il generale Wolff era un nazista convinto e fedelissimo del Führer e il suo intervento fu dovuto essenzialmente a ragioni di carattere personale: consapevole della imminente fine del Terzo Reich, con la sua iniziativa tentava di evitare una condanna per crimini di guerra. Infatti il generale, imprigionato alla fine della guerra fino al 1949, non venne incriminato nel processo di Norimberga proprio grazie all'interessamento di Dulles.
Appena scarcerato dagli alleati fu portato di fronte a un tribunale tedesco e condannato a quattro anni di prigione, ma in realtà vi trascorse una sola settimana, grazie all'appoggio dei dirigenti dell'OSS statunitense. Nel 1962 venne nuovamente processato per aver preso parte alla deportazione di 300.000 ebrei verso il campo di Treblinka, e condannato a quindici anni di prigione; fu rilasciato dopo sei anni per motivi di salute. Dopo la scarcerazione Wolff continuò a vivere in Germania Ovest, dove morì nel 1984.